# Bengt Assarsson
Bengt Assarsson, född 15 juli 1950, är en svensk nationalekonom. 
Assarsson har tjänstgjort i Finansdepartementet 1992-1996, Riksbanken 1997-2008, Konjunkturinstitutet sedan 2012 och som lärare och forskare vid Lunds universitet och Uppsala universitet. Han har deltagit i ett flertal statliga utredningar och skrivit bilagor till SOU, bland annat till EG-konsekvensutredningen och EMU-utredningen. Assarsson är expert på makroekonomiska modeller och prognoser.
Assarsson är sedan 1991 docent i nationalekonomi vid Uppsala universitet och verksam som lärare där sedan 1990. Han arbetar också som privat konsult.